# Pilosocereus aurilanatus
Pilosocereus aurilanatus es una variedad de la especie de plantas Pilosocereus aurisetus en la familia Cactaceae.

## Hábitat
Es endémica de Brasil en Minas Gerais en la Serra do Cabral.

## Descripción
Es un cactus arbustivo, densamente ramificado desde la base, alcanza hasta 90 cm de altura con tallos de 6 cm de diámetro y 15 costillas. Las flores son blanquecinas de 5 cm de diámetro.

## Taxonomía
Pilosocereus aurilanatus fue descrita por Friedrich Ritter y publicado en Kakteen Südamerika 1: 77 (1979).
Etimología
Pilosocereus: nombre genérico que deriva de la palabra  griega:
pilosus que significa "peludo" y Cereus un género de las cactáceas, en referencia a que es un Cereus peludo.
aurilanatus: epíteto latíno que significa "con lana dorada". 
Sinonimia
- Pilosocereus aurisetus subsp. aurilanatus (F.Ritter) Zappi
- Pseudopilocereus aurilanatus[2]